# 肥後正典
肥後 正典（ひご まさのり、1915年（大正4年）12月27日 - 2004年（平成16年）9月28日）は、日本の政治家、鹿児島県指宿市長（2期）。

## 来歴
鹿児島県出身。1943年日本医科大学卒。鹿児島県議会議員を3期務める。1982年指宿市長に当選する、1期目は指宿中央林道やオーストラリアの森の完成や図書館の建設、市営住宅や下水道、港湾などの事業を継続した。1986年の市長選で落選。1990年に返り咲いたが、1994年に落選した。

## 栄典
- 1995年 - 勲四等旭日小綬章

## 著書
- 『美しくより豊かに 県議会に於ける私の質問集』肥後正典後援会、1981年。